# Malmö (đô thị)
Đô thị Malmö (tiếng Thụy Điển: Malmö kommun) là một đô thị ở hạt Skåne của Thụy Điển. Thủ phủ là thị xã Malmö. Dân số thời điểm 31 tháng 12 năm 2019 là 344166 người.